# Steve Bender
 (juin 2018).
Si vous disposez d'ouvrages ou d'articles de référence ou si vous connaissez des sites web de qualité traitant du thème abordé ici, merci de compléter l'article en donnant les références utiles à sa vérifiabilité et en les liant à la section « Notes et références ».
Pour les articles homonymes, voir Bender.
Steve Bender, né le 2 novembre 1946 à Mayence en Allemagne et mort le 7 mai 2006 à Munich, est un chanteur, compositeur, parolier et producteur de musique allemand.
Il est connu pour sa participation au groupe Dschinghis Khan.

## Biographie

### Carrière avec le groupe
Bender est l'un des membres du groupe avec lequel il a représenté l'Allemagne au concours de l'Eurovision en 1979 avec la chanson du même nom. Sa performance lui permet de se hisser à la quatrième place et de remporter ainsi une certaine notoriété. Grâce à celle-ci d'autres succès viennent comme Moskau, Loreley, Pistolero ou bien encore Hadshi Halef Omar. D'autres albums voient le jour notamment Huh Hah Genghis Khan en 1993 et History en 1999, que Bender fait en collaboration avec Leslie Mandoki pour la télévision japonaise.
L'une des dernières activités de Bender au sein du groupe, est lors du concert que donne Dschinghis Khan à Moscou devant plus de 30 000 fans, en décembre 2005, soit quelques mois avant son décès.

### Carrière Solo
Steve Bender connait également le succès quelque temps avant sa performance à l'Eurovision, en 1976 avec The Final Thing qui le classe dans le top 10 de Billboard aux États-Unis, ainsi que dans plusieurs autres pays comme le Canada, le Japon, la Russie et est même le premier artiste Allemand avec Dschinghis Khan à atteindre le sommet du hit-parade israélien. Dans sa carrière, il publie pas moins de 19 singles, 3 albums internationaux et travaille avec une dizaine de maisons de disques.

### Décès
Steve Bender est mort le 7 mai 2006 après un long cancer. Il est le second membre du groupe à disparaître après Louis Hendrik Potgieter, disparu en 1994. Il laisse derrière lui sa femme et sa fille, Melanie Bender, également chanteuse, dont il a produit le second album.